# National League 2021-2022 (Gibilterra)
La National League 2021-2022 è stata la 3ª edizione dell'omonima competizione e la 123ª globale, iniziata il 16 ottobre 2021 e terminata il 30 aprile 2022, con la vittoria del Lincoln Red Imps, al ventiseiesimo titolo conquistato.

## Stagione

### Formula
La formula del torneo segue quella delle edizioni precedenti. Sono previste due fasi: nella prima, le 11 squadre di Gibilterra si affronteranno in un girone unico in partite di sola andata al termine del quale si passa alla seconda fase. Le prime sei classificate comporranno il Championship Group, mentre le altre comporranno il Challenge Group. In questa seconda fase, le squadre si affronteranno in partite di andata e ritorno. Inoltre, conserveranno i punti totalizzati nella prima fase. La squadra vincitrice del Championship Group verrà proclamata campione di Gibilterra e si qualificherà per il primo turno di qualificazione della UEFA Champions League 2022-2023, mentre la seconda e la terza classificate, insieme alla vincitrice della Rock Cup 2021-2022, si qualificheranno per il primo turno di qualificazione della UEFA Europa Conference League 2022-2023.
La squadra vincitrice del Challenge Group vincerà il GFA Challenge Trophy e accederà direttamente al secondo turno della Rock Cup dell'anno successivo.

## Squadre partecipanti
Le squadre di questa edizione sono le stesse dell'edizione precedente, ad eccezione del Boca Gibraltar, che rinunciò la stagione precedente. Tutte le squadre giocano nello stesso stadio, il Victoria Stadium con una capienza di 5000 spettatori.
| Squadra          | Stagione precedente          |
| ---------------- | ---------------------------- |
| FCB Magpies      | 7º posto in National League  |
| College 1975     | 10º posto in National League |
| Europa FC        | 2º posto in National League  |
| Europa Point     | 11º posto in National League |
| Glacis United    | 8º posto in National League  |
| Lincoln Red Imps | Campione di Gibilterra       |
| Lions Gibraltar  | 6º posto in National League  |
| Lynx             | 5º posto in National League  |
| Manchester 62    | 9º posto in National League  |
| Mons Calpe       | 4º posto in National League  |
| St Joseph's      | 3º posto in National League  |

## Prima fase

### Classifica finale
|  | Pos. | Squadra          | Pt | G  | V  | N | P | GF | GS | DR  |
|  | ---- | ---------------- | -- | -- | -- | - | - | -- | -- | --- |
|  | 1.   | Lincoln Red Imps | 30 | 10 | 10 | 0 | 0 | 40 | 5  | +35 |
|  | 2.   | Europa FC        | 27 | 10 | 9  | 0 | 1 | 36 | 7  | +29 |
|  | 3.   | St Joseph's      | 22 | 10 | 7  | 1 | 2 | 25 | 9  | +16 |
|  | 4.   | Glacis United    | 19 | 10 | 6  | 1 | 3 | 26 | 14 | +12 |
|  | 5.   | Mons Calpe       | 16 | 10 | 5  | 1 | 4 | 25 | 13 | +12 |
|  | 6.   | FCB Magpies      | 14 | 10 | 4  | 2 | 4 | 18 | 15 | +3  |
|  | 7.   | Manchester 62    | 13 | 10 | 4  | 1 | 5 | 11 | 21 | -10 |
|  | 8.   | Lynx             | 10 | 10 | 3  | 1 | 6 | 15 | 25 | -10 |
|  | 9.   | College 1975     | 6  | 10 | 2  | 0 | 8 | 5  | 21 | -16 |
|  | 10.  | Europa Point     | 3  | 10 | 1  | 0 | 9 | 8  | 49 | -41 |
|  | 11.  | Lions Gibraltar  | 1  | 10 | 0  | 1 | 9 | 6  | 36 | -30 |

Legenda:
      Ammesse al Championship Group
      Ammesse al Challenge Group
Note:

Tre punti a vittoria, uno a pareggio, zero a sconfitta.
In caso di arrivo di due o più squadre a pari punti, la graduatoria verrà stilata secondo la classifica avulsa tra le squadre interessate che prevede, in ordine, i seguenti criteri:
- Punti generali
- Differenza reti generale
- Reti realizzate in generale
- Partite vinte in generale
- Partite vinte in trasferta
- Punti negli scontri diretti
- Differenza reti negli scontri diretti
- Differenza reti generale
- Sorteggio

### Risultati
|                  | Col | Eur | EuP | FMa | Gla | Lin | Lio | Lyn | M62 | Mon  | StJ |
| ---------------- | --- | --- | --- | --- | --- | --- | --- | --- | --- | ---- | --- |
| College 1975     |     |     | 2-1 | 0-2 | 0-2 |     |     | 0-2 |     |      | 0-3 |
| Europa FC        | 2-0 |     |     | 3-1 | 2-1 |     |     | 4-0 |     |      | 4-1 |
| Europa Point     |     | 0-6 |     |     |     | 1-5 | 3-2 |     | 1-2 | 0-10 |     |
| FCB Magpies      |     |     | 5-0 |     | 2-3 |     |     | 0-1 | 4-0 |      | 0-0 |
| Glacis United    |     |     | 5-0 |     |     | 2-4 |     | 3-1 | 1-1 | 1-0  |     |
| Lincoln Red Imps | 4-0 | 3-1 |     | 5-0 |     |     | 1-0 |     |     | 3-0  |     |
| Lions Gibraltar  | 0-3 | 0-9 |     | 2-3 | 0-7 |     |     |     |     |      | 1-2 |
| Lynx             |     |     | 6-2 |     |     | 1-7 | 0-0 |     | 1-2 | 2-3  |     |
| Manchester 62    | 2-0 | 0-2 |     |     |     | 0-7 | 3-0 |     |     | 0-2  |     |
| Mons Calpe       | 3-0 | 1-3 |     | 1-1 |     |     | 5-1 |     |     |      | 0-2 |
| St. Joseph's     |     |     | 6-0 |     | 4-1 | 0-1 |     | 4-1 | 3-1 |      |     |

## Seconda fase

### Championship Group

#### Classifica finale
|                       | Pos. | Squadra          | Pt | G  | V  | N | P  | GF | GS | DR  |
| --------------------- | ---- | ---------------- | -- | -- | -- | - | -- | -- | -- | --- |
| Gibilterra (bandiera) | 1.   | Lincoln Red Imps | 58 | 20 | 19 | 1 | 0  | 65 | 17 | +48 |
|                       | 2.   | Europa FC        | 47 | 20 | 15 | 2 | 3  | 57 | 21 | +36 |
|                       | 3.   | St Joseph's      | 35 | 20 | 11 | 2 | 7  | 45 | 27 | +18 |
|                       | 4.   | FCB Magpies      | 33 | 20 | 10 | 3 | 7  | 36 | 25 | +11 |
|                       | 5.   | Glacis United    | 22 | 20 | 7  | 1 | 12 | 32 | 36 | -4  |
|                       | 6.   | Mons Calpe       | 20 | 20 | 6  | 2 | 12 | 34 | 36 | -2  |

Legenda:

      Campione di Gibilterra e ammessa alla UEFA Champions League 2022-2023

      Ammessa alla UEFA Europa Conference League 2022-2023

#### Risultati
|                  | Eur | FMa | Gla | Lin | Mon | StJ |
| ---------------- | --- | --- | --- | --- | --- | --- |
| Europa FC        |     | 3-1 | 1-0 | 0-2 | 3-2 | 2-3 |
| FCB Magpies      | 1-1 |     | 3-0 | 2-4 | 1-0 | 1-0 |
| Glacis United    | 1-2 | 0-3 |     | 1-3 | 1-0 | 2-5 |
| Lincoln Red Imps | 3-3 | 1-0 | 1-0 |     | 4-2 | 3-2 |
| Mons Calpe       | 0-4 | 0-3 | 2-0 | 1-2 |     | 1-4 |
| St. Joseph's     | 1-2 | 1-3 | 2-1 | 1-2 | 1-1 |     |

### Challenge Group

#### Classifica
|  | Pos. | Squadra         | Pt | G  | V | N | P  | GF | GS | DR  |
|  | ---- | --------------- | -- | -- | - | - | -- | -- | -- | --- |
|  | 7.   | Manchester 62   | 26 | 18 | 7 | 5 | 6  | 25 | 28 | -3  |
|  | 8.   | College 1975    | 20 | 18 | 6 | 2 | 10 | 17 | 28 | -11 |
|  | 9.   | Lynx            | 19 | 18 | 6 | 1 | 11 | 25 | 38 | -13 |
|  | 10.  | Europa Point    | 14 | 18 | 4 | 2 | 12 | 17 | 65 | -48 |
|  | 11.  | Lions Gibraltar | 8  | 18 | 1 | 5 | 12 | 13 | 45 | -32 |

Legenda:

      Vincitore del GFA Challenge Trophy 

#### Risultati
|                 | Col | EuP | Lio | Lyn | M62 |
| --------------- | --- | --- | --- | --- | --- |
| College 1975    |     | 5-1 | 1-0 | 1-0 | 1-1 |
| Europa Point    | 2-1 |     | 1-1 | 0-3 | 0-4 |
| Lions Gibraltar | 1-1 | 0-1 |     | 4-2 | 0-0 |
| Lynx            | 0-2 | 0-2 | 2-0 |     | 1-4 |
| Manchester 62   | 2-0 | 2-2 | 1-1 | 0-2 |     |